# Nicolae Rainea
Nicolae Rainea (19. november 1933 - 1. april 2015) er en tidligere fodbolddommer fra Rumænien. Han dømte internationalt under det internationale fodboldforbund, FIFA, fra 1967 til 1983.

## Karriere
I 1983 dømte han Mesterholdenes Europa Cup finale.

### VM 1982
- Sovjetunionen  –  Skotland 2-2 (gruppespil).
- Italien  –  Argentina 2-1 (anden runde).

### EM 1980
- England  –  Belgien 0-1 (gruppespil).
- Belgien  –  Vesttyskland 1-2 (finale).

### VM 1978
- Italien  –  Frankrig 2-1 (gruppespil).
- Brasilien  –  Peru 3-0 (anden runde).

### VM 1974
- Zaire  –  Brasilien 0-3 (gruppespil).